# 源南乡
源南乡，是中华人民共和国江西省萍乡市芦溪县下辖的一个乡镇级行政单位。

## 行政区划
源南乡下辖以下地区：
南溪村、章家陂村、石塘村、垱下村、新下村、石北村、源溪村、新棚村、大平村和龙泉村。